# Caffrogobius gilchristi
Caffrogobius gilchristi es una especie de peces de la familia de los Gobiidae en el orden de los Perciformes.

## Morfología
Los machos pueden llegar a alcanzar los 15 cm de longitud total.

## Hábitat
Es un pez de clima subtropical y demersal.

## Distribución geográfica
Se encuentran en África: Mozambique y Sudáfrica. 

## Observaciones
Es inofensivo para los humanos. 